# Mozarteum
La denominació Mozarteum es referix indistintament a una institució d'ensenyança musical, a una orquestra, a una fundació i a una sala de concerts, relacionades entre si, estant totes localitzades en la ciutat austríaca de Salzburg, en memòria del més famós dels seus ciutadans, Wolfgang Amadeus Mozart.

## L'escola superior de música
La institució del Mozarteum nascuda en 1841 a Salzburg, Àustria com a escola de música, és des de 1970 una escola superior de música, de nom Universität Mozarteum Salzburg, (Universitat de la Música i les Arts Dramàtiques Mozarteum Salzburg). Anteriorment, des de 1931 va tindre la denominació de "Zentralinstitutes für Mozartforschung" i des de 1953 es va anomenar "Neues Mozart Ausgabe".

## L'orquestra
Així mateix, també s'anomena així a la Mozarteum Orchester Salzburg, el primer precedent de la qual va ser precisament la Dommusikverein und Mozarteum (Associació Musical de la catedral i Mozarteum) que va ser fundada en 1841, per iniciativa de Constanze Weber, la viuda de Mozart, amb el propòsit declarat d'impulsar el "refinament del gust musical relacionat amb la música sacra, així com amb els concerts". Al llarg del segle xix els concerts de l'orquestra, oficialment denominada Orquestra Mozarteum des de 1908, van anar convertint-se en el que són avui, un dels més importants referents de la intensa vida musical salzburguesa. Des de la tardor de 2004, Ivor Bolton és el seu director titular.

## La fundació
La Internationale Stiftung Mozarteum (Fundació Internacional Mozarteum), associada a la Universitat del mateix nom, manté la biblioteca sobre Mozart (la Bibliotheca Mozartiana), el lloc de naixement de Mozart i altres punts d'interès relacionats amb la vida de Mozart a Salzburg.
Aquesta Fundació va prendre empenta en morir Karl Thomas Mozart el 1858, el fill gran de Mozart, el qual donà pràcticament tota la documentació del seu pare que ell posseïa.
La Fundació promou cada any el Mozart Woche Festival (Festival Setmanal de Mozart) en el que s'interpreten obres del compositor, coincidint amb la proximitat de l'aniversari del naixement de Mozart, el 27 de gener. Està reconegut com un dels esdeveniments musicals del panorama de concerts anual europeu. A més a més, la Fundació promou al voltant de vint activitats musicals més al llarg de l'any.

## La sala de concerts
La sala de concerts Mozarteum és una petita sala que manté la Fundació i que va ser construïda entre 1910 i 1914 per l'arquitecte de Múnic Richard Berndl. És una de les sales en què es desenvolupa el Festival de Salzburg.

## Amics de Mozart
Amics de Mozart és una associació barcelonina adscrita al Mozarteum de Salzburg. La va fundar Josep Maria Bosch l'any 1956. S'ha dedicat a organitzar concerts, vetllades musicals i activitats diverses relacionades amb el compositor W. A. Mozart, a l'entorn del 5 de desembre, data de mort del músic austríac.